# Габріель Кампс
Габріель Кампс (фр. Gabriel Camps; 20 травня 1927 — 7 вересня 2002) — французький історик, засновник енциклопедії Encyclopédie berbère, визнаний фахівець у галузі берберських історичних досліджень.

## Біографія
Габріель Кемпс народився 1927 року в Міссергіні у Французькому Алжирі. Спочатку він навчався в Орані, пізніше в Алжирі,а потім отримав ступінь доктора філософії в Алжирському університеті. Дисертація під назвою Aux origines de la Berbérie (До витоків берберів) була на тему дослідження про берберського вождя Масиніссу.
У 1959 році Габріель Кампс влаштувався до Французького національного центру наукових досліджень (CNRS). З 1962 по 1969 рік працював директором Центру досліджень антропології, прадавньої історії та етнології (CRAPE) та Національного етнографічного та доісторичного музею Бардо в Алжирі. Він також керував Інститутом досліджень Сахарії та редактором журналу Libyca .
У 1969 році він переїхав до Екс-ан-Провансу, де працював професором Університету Провансу. Там він заснував Лабраторіяю антропології і прадавньої історії Західного Середземномор'я (Laboratoire d'anthropologie et de préhistoire de la Méditerranée occidentale, LAPMO).
Габріель Кампс вивчав доримські епохи Північної Африки, а також берберські королівства, африканські племена, лівійське письмо та пунічний світ. Більша частина цієї роботи була зосереджена на історії берберів. У 1984 році він став засновником і першим головним редактором Encyclopédie berbère, створеної під егідою ЮНЕСКО.
Найбільша частина досліджень Кемпса проводилася в Алжирі, хоча він також працював на Корсиці.
Помер у 2002 році в Екс-ан-Провансі.

## Праці
- Afrique du Nord au féminin, Perrin, 1992.
- Encyclopédie berbère, Édisud, 1985—2002 : 25 sections and more than 4,000 pages, half of them written by Camps.
- Berbères, mémoire et identité, Errance, 1987. Republished in 2007, at Éditions Actes Sud
- Préhistoire d'une île. La Corse des origines, 1988, Errance, 1991.
- Introduction à la Préhistoire, Perrin, Collection Point Histoire, 1982.
- Atlas préhistorique du Midi méditerranéen français, 1978—1981
- Les Berbères, aux marges de l'Histoire, Hespérides, 1980.
- Épipaléolithique méditerranéen, 1975
- L'Homme de Cro-Magnon, 1970, Faton, 1992